# Souheila Yacoub
Souheila Yacoub (Ginevra, 29 giugno 1992) è un'attrice ed ex-ginnasta svizzera.

## Biografia
Nata nel 1992 in Svizzera da padre tunisino e madre fiamminga, si iscrive all'età di 12 anni all'Haute école fédérale de sport di Macolin per studiare ginnastica ritmica. Lascia la scuola a 16 anni per dedicarsi a tempo pieno alla sua carriera da ginnasta. Partecipa a diversi Mondiali di ginnastica ritmica, ottenendo il suo miglior piazzamento nel 2011, con un 4º posto. Si ritira dal mondo dello sport in seguito alla mancata qualificazione della Svizzera alle Olimpiadi di Londra 2012, avvenuta per fare spazio alla squadra del Paese ospitante.
Nel 2012 viene eletta Miss Svizzera romanda, a cui era stata convinta a partecipare dalla sorella per superare l'addio alla ginnastica. La vittoria del concorso le permette di frequentare il Cours Florent di Parigi per studiare recitazione, altra sua grande passione giovanile. Tre anni dopo, viene ammessa al Conservatoire national supérieur d'art dramatique.
Si fa notare come attrice per la prima volta durante il suo secondo anno al Conservatoire, recitando a teatro nella pièce di Wajdi Mouawad Tous les oiseaux. Ad essa farà seguire una parte nel film Climax (2018), per poi farsi conoscere di più in patria con un ruolo minore nella serie di Canal+ Les Sauvages. L'anno seguente interpreta una combattente dell'YPJ nella serie No Man's Land, in cui è la protagonista e recita interamente in curdo. Nel 2022 vince lo Shooting Stars Award al Festival di Berlino come una delle più promettenti giovani attrici europee. Parallelamente, viene scelta dal regista Denis Villeneuve per la parte di una guerriera fremen nel colossal di fantascienza Dune - Parte due (2024), che segna il suo esordio in lingua inglese.

### Vita privata
È dal 2019 la compagna del rapper francese Lomepal.

## Filmografia

### Cinema
- Climax, regia di Gaspar Noé (2018)
- Les Affamés, regia di Léa Frédeval (2018)
- Le Sel des larmes, regia di Philippe Garrel (2020)
- Entre les vagues, regia di Anaïs Volpé (2021)
- De bas étage, regia di Yassine Qnia (2021)
- La vita è una danza (En corps), regia di Cédric Klapisch (2022)
- Avant l'effondrement, regia di Alice Zeniter e Benoît Volnais (2023)
- Making of, regia di Cédric Kahn (2023)
- Dune - Parte due (Dune: Part Two), regia di Denis Villeneuve (2024)
- Le donne al balcone - The Balconettes (Les Femmes au balcon), regia di Noémie Merlant (2024)
- Planète B, regia di Aude Léa Rapin (2024)

### Televisione
- Bella è la vita (Plus belle la vie) – serial TV, 6 puntate (2016)
- Les Sauvages – serie TV, 6 episodi (2019)
- No Man's Land – serie TV, 8 episodi (2020)
- H24 – serie TV, 1 episodio (2021)

## Teatro
- Tous les oiseaux di Wajdi Mouawad, regia di Wajdi Mouawad. Théâtre national de la Colline di Parigi (2017-2019)

## Doppiatrici italiane
Nelle versioni in italiano delle opere in cui ha recitato, Souheila Yacoub è stata doppiata da:
- Sabrina Duranti in La vita è una danza
- Lavinia Paladino in Climax
- Lorena Pavia in Dune - Parte due
- Elena Perino in Making of
- Ilaria Silvestri in No Man's Land
- Gea Riva in Le donne al balcone - The Balconettes